# Félix Victor Goethals

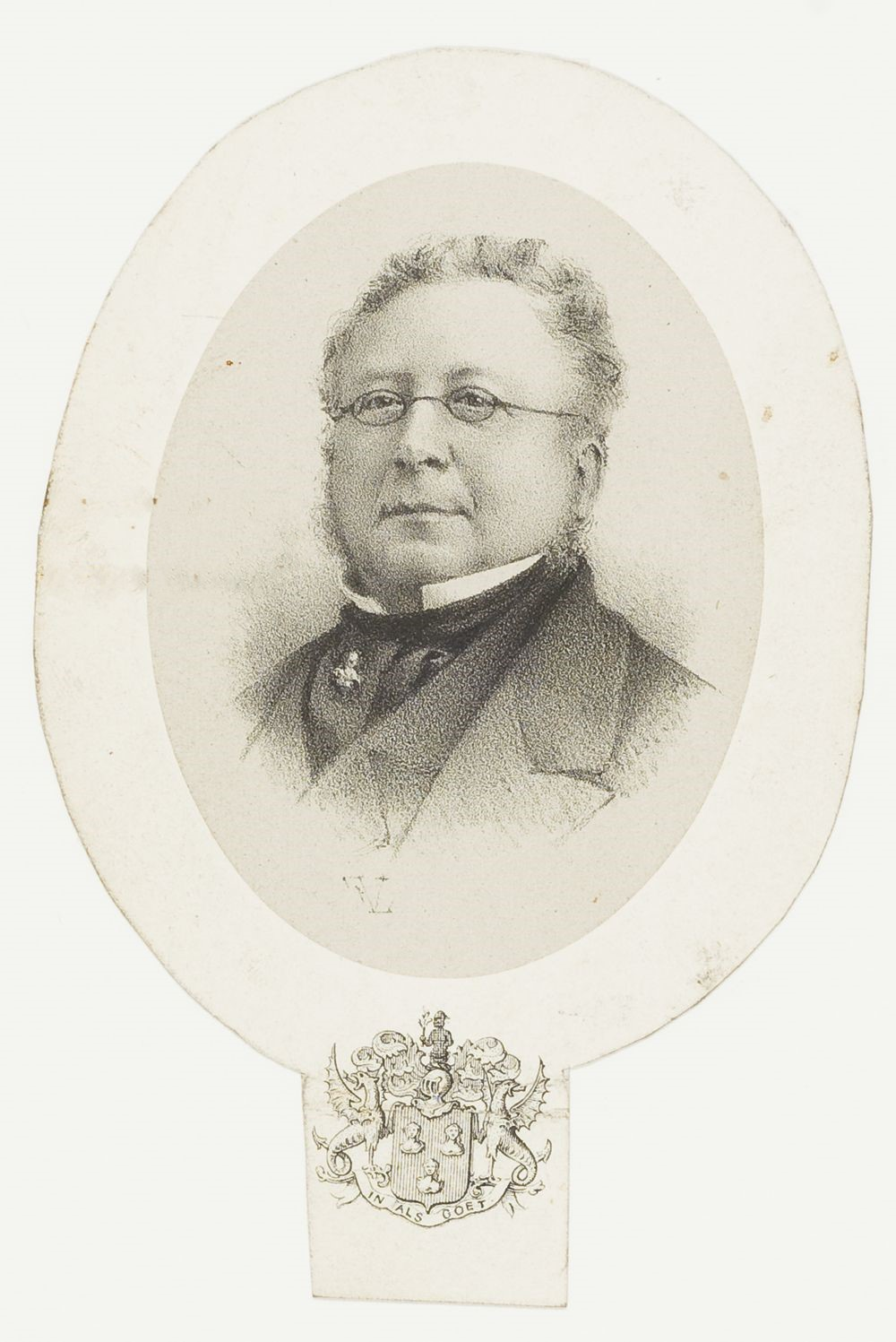
Félix Victor Goethals

Félix Victor Goethals (* 4. Juni 1798 in Gent; † 10. Mai 1872 in Brüssel) war ein belgischer Gelehrter und Genealoge.

## Leben
Goethals studierte in Gent die Rechte, wurde 1830 Bibliothekar der Stadt Brüssel, 1842 der belgischen Staatsbibliothek und wurde 1853 in Ruhestand versetzt.

## Werke
- Lectures relatives à l’histoire des sciences, des arts, des lettres, des moeurs et de la politique en Belgique etc.  (Brüssel 1837–38, 4 Bde.);
- Histoire des lettres, des sciences et des arts en Belgique etc.  (Brüssel. 1840–44, 4 Bde.);
- Dictionnaire généalogique et héraldique des familles nobles de Belgique (Brüssel 1845–52, 4 Bde.);
- Miroir des notabilités nobiliaires de la Belgique, des Pays-Bas etc.  (Brüssel 1857–61);
- Archéologie des familles de Belgique (Brüssel 1864, unvollendet) u. a.